# Lech Rutkowski
Lech Rutkowski (ur. 5 marca 1944 w Białymstoku) – polski samorządowiec, w latach 1990–1994 prezydent Białegostoku.

## Życiorys
Ukończył w 1968 studia na Politechnice Warszawskiej, po których pracował w Okręgowym Przedsiębiorstwie Geodezyjno-Kartograficznym, zajmując m.in. stanowisko dyrektora. W 1990 z poparciem Komitetu Obywatelskiego został pierwszym niekomunistycznym prezydentem Białegostoku, funkcję tę pełnił do 1994. W latach 1990–2006 przez cztery kadencje nieprzerwanie zasiadał w radzie miasta.
Od 1996 do 2003 kierował oddziałem Banku Gospodarki Żywnościowej. W latach 2003–2005 był prezesem sportowej spółki akcyjnej Jagiellonia Białystok, następnie został honorowym przewodniczącym rady nadzorczej tego klubu.
W 2004 kandydował do Parlamentu Europejskiego z listy Narodowego Komitetu Wyborczego Wyborców. W 2006 i 2007 z ramienia Prawa i Sprawiedliwości uzyskiwał mandat radnego sejmiku podlaskiego. W 2007 został także prezesem zarządu Białostockich Zakładów Graficznych (do 2009). W styczniu 2008 odszedł z PiS, współtworząc nowy klub radnych „Prawica Podlasia”, który wszedł w koalicję z PO i PSL. W 2009 był kandydatem do PE z ramienia Prawicy Rzeczypospolitej. W wyborach samorządowych w 2010 bez powodzenia ubiegał się o reelekcję do sejmiku z listy PSL (z rekomendacji PR, w ramach porozumienia wyborczego tych partii). W wyborach parlamentarnych w 2011 był kandydatem do Sejmu z listy Prawicy w okręgu białostockim. W wyborach samorządowych w 2014 z listy PiS (ponownie jako kandydat PR) także bezskutecznie kandydował do sejmiku województwa.
Działacz Klubu Inteligencji Katolickiej, był prezesem KIK w Białymstoku.

## Odznaczenia
W 2005, za zasługi w działalności samorządowej, został odznaczony przez prezydenta Aleksandra Kwaśniewskiego Złotym Krzyżem Zasługi.